# Langbladet ærenpris
Langbladet Ærenpris (Veronica longifolia) er en 40-80 cm høj urt, der vokser på fugtig bund i skovbryn og enge. Når arten anvendes i haverne angribes den kun meget lidt af sygdomme og skadedyr.

## Beskrivelse
Langbladet Ærenpris er en flerårig urt med en opret vækst. Stænglerne er lidt furede og næsten hårløse. Bladene sidder kransstillet eller modsat. De er lancetformede med skarpt savtakket rand. Oversiden er mørkegrøn og glat, mens undersiden er svagt håret og lysegrøn.
De blåviolette blomster sidder endestillet på skuddene i smalle aks. Frøene modner godt og spirer villigt (især i fugtig skygge).
Roden er dybtgående og kraftig.
Højde x bredde og årlig tilvækst: 0,90 x 1 m (90 x 2 cm/år).

## Voksested
Planten forekommer vildtvoksende over det meste af det vestlige og sydlige Europa, hvor den gror på fugtig, næringsrig bund i let skygge.
I Danmark vokser den sjældent i Vestjylland på fugtig, næringsrig bund i skovbryn og på enge. Den er meget sjælden i resten af landet.
På flodslettelandskabet i Tjekkiet nær grænserne til Slovakiet og Østrig findes den sammen med bl.a. Alm. Mjødurt, Slangetunge, Brudelys, Djævelsbid, Eng-Kabbeleje, Høj Sødgræs, Liden Skjaller, Rank Potentil, Sibirisk Iris, Smalbladet Ask, Spydbladet Skjolddrager og Vejbred-Skeblad.
| Portal | Portal:Botanik |

## Note
1. ↑  Vladimír Antonín, Jiří Danihelka, Vít Grulich and Kateřina Šumberová: Floodplain at the confluence of the Morava og Dyje Rivers (engelsk)